# Santa Clara (Sonora)
No debe confundirse con Golfo de Santa Clara.
Santa Clara es una ranchería del municipio de Guaymas, ubicada en el sur del estado mexicano de Sonora, en la zona del valle del Guaymas, cercano a la costa con el Mar de Cortés.  La ranchería es la sexta localidad más habitada del municipio, ya que según los datos del Censo de Población y Vivienda realizado en 2020 por el Instituto Nacional de Estadística y Geografía (INEGI), Santa Clara tiene un total de 1,646 habitantes.

## Geografía
Guásimas se sitúa en las coordenadas geográficas 28°00'30" de latitud norte y 110°55'31" de longitud oeste del meridiano de Greenwich, a una elevación de 29 metros sobre el nivel del mar.